# Calle Pozo (Sevilla)
La calle Pozo es una vía pública de la ciudad española de Sevilla.

## Descripción
La vía, que toma el título de un pozo que antaño en ella había, nace de la calle Relator, donde conecta con San Basilio, y discurre hasta llegar a San Luis. Aparece descrita en la Noticia histórica del origen de los nombres de las calles de esta ciudad de Sevilla (1839) de Félix González de León con las siguientes palabras:

Calle del Pozo. Es divisoria de los cuarteles C. y D. y pertenece à la parroquia de san Gil. Un pozo que habia en una esquina antiguamente, es el que le dió el nombre. Nada tiene que observar, es estrecha y torcida, yp asa de la calle de la Cruz de la Caja, á la Real.
(González de León, 1839, p. 401)